# Superman (serie di cortometraggi)

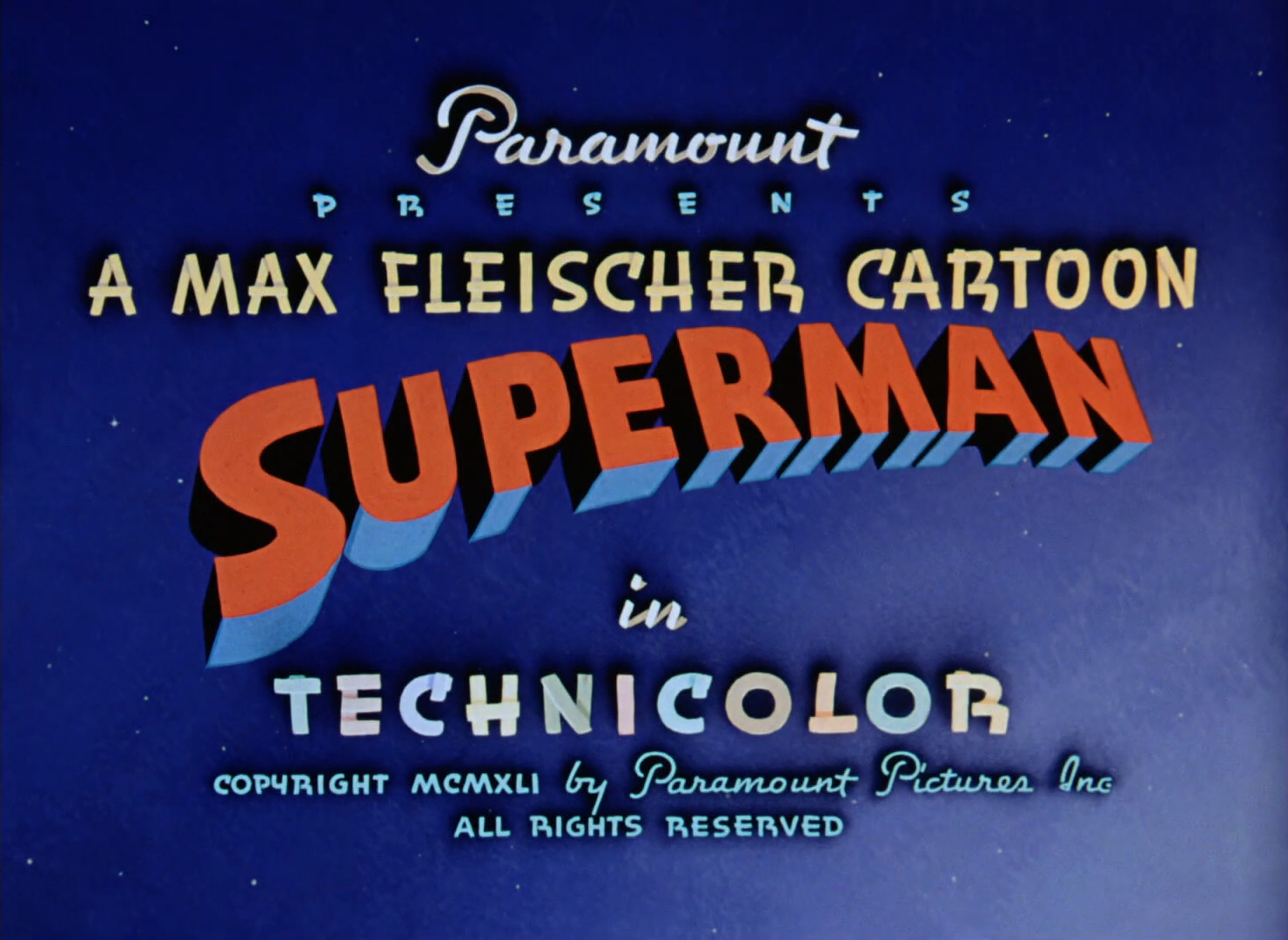
Titolo del primo cortometraggio della serie, Superman.

Superman è una serie di diciassette cortometraggi animati in Technicolor distribuiti dalla Paramount Pictures e basati sull'omonimo personaggio dei comic book.
I primi nove cortometraggi furono prodotti dalla Fleischer Studios dal 1941 al 1942, mentre gli ultimi otto vennero prodotti dalla Famous Studios, azienda succeditrice della Fleischer Studios, dal 1942 al 1943. Superman fu l'ultima serie animata inaugurata dalla Fleischer Studios, prima che la Famous Studios rilevasse ufficialmente la produzione nel maggio 1942.
Anche se tutti gli episodi sono di pubblico dominio, i diritti accessori come i diritti contrattuali di merchandising, così come i master originali in 35 millimetri, sono di proprietà oggi della Warner Bros. Entertainment, che possiede anche l'editore di Superman DC Comics dal 1967.

## Storia

### Sviluppo ed episodi iniziali
I primi nove cartoni animati furono prodotti dai Fleischer Studios. Nel 1942 i Fleischer Studios vennero sciolti e riorganizzati come Famous Studios, che produssero gli otto cortometraggi finali. Questi cartoni animati sono considerati tra i più belli, e certamente più costosi, prodotti durante l'età d'oro dell'animazione statunitense. Nel 1994 il primo episodio della serie venne classificato al 33º posto nel libro The 50 Greatest Cartoons, redatto da membri del campo dell'animazione.
Verso la metà del 1941, i fratelli Max e Dave Fleischer avevano da poco terminato il loro primo lungometraggio d'animazione, I viaggi di Gulliver, ed erano in piena produzione del secondo, Hoppity va in città. Erano riluttanti a impegnarsi per un altro grande progetto al momento in cui furono avvicinati dal loro distributore e proprietario dal maggio 1941, la Paramount Pictures. La Paramount era interessata a guadagnare sulla fenomenale popolarità dei nuovi fumetti di Superman producendo una serie di cartoni animati cinematografici basati sul personaggio. I Fleischer speravano di scoraggiare la Paramount dall'impegnarsi sulla serie, così informarono lo studio che il costo per produrre una tale serie di cartoni animati sarebbe stato di circa 100.000 dollari per ogni corto - una cifra incredibilmente alta, circa quattro volte il budget tipico di un corto di sei minuti della serie Fleischer Braccio di Ferro. Con loro grande sorpresa, la Paramount negoziò al ribasso per un budget di 50.000 dollari - la metà della somma richiesta, ma ancora due volte il costo di un corto Fleischer medio - e i Fleischer si impegnarono nel progetto.
Il primo cartone animato della serie, intitolato semplicemente Superman, venne distribuito il 26 settembre 1941 e ricevette una nomination per l'Oscar al miglior cortometraggio d'animazione ai Premi Oscar 1942. Perse a favore di Porgimi la zampa, un cartone animato di Pluto prodotto dalla Walt Disney Productions e distribuito da RKO Radio Pictures.
La voce di Superman per la serie fu inizialmente fornita da Bud Collyer, che eseguiva la voce del protagonista anche nel serial radiofonico The Adventures of Superman. Joan Alexander fu la voce di Lois Lane, ruolo che interpretava anche alla radio accanto a Collyer. La musica per la serie venne composta da Sammy Timberg, il collaboratore musicale di lunga data dei Fleischer.
Il rotoscope, il processo di ricalcare disegni di animazione da filmati live-action, fu utilizzato in minima parte per dare realismo ai personaggi umani e a Superman. Molte delle azioni di Superman, però, non potevano essere ricalcate (volare, sollevare oggetti molto grandi, e così via). In questi casi, gli animatori principali dei Fleischer, molti dei quali non erano stati addestrati nel figure drawing, animavano approssimativamente e dipendevano dai loro assistenti, molti dei quali erano inesperti nell'animazione ma erano stati addestrati nel figure drawing, per mantenere Superman "sul modello" durante le sue sequenze d'azione.
I Fleischer furono anche responsabili dell'abilità di volo di Superman. Quando iniziarono a lavorare sulla serie, Superman poteva solo saltare da un luogo all'altro (da cui la frase "in grado di saltare edifici alti in un solo balzo" in apertura). I due fratelli, però, ritennero che fosse più semplice da animare e, soprattutto, più in tono con il personaggio avere un Superman che volasse.

### Transizione dalla Fleischer alla Famous
I Fleischer produssero nove cortometraggi prima che la Paramount rilevasse l'infrastruttura dei Fleischer Studios a Miami e spodestasse Max e Dave Fleischer. Entro la fine del 1941, i fratelli non erano più in grado di cooperare tra loro, e il co-proprietario dello studio Dave Fleischer aveva lasciato la Florida per la California, dove sarebbe poi diventato il nuovo capo dello studio Screen Gems della Columbia Pictures. Dopo che i Fleischer vennero rimossi dalla società, la Paramount rinominò l'organizzazione Famous Studios, ponendo Seymour Kneitel, Isadore Sparber, Sam Buchwald e Dan Gordon a capo della produzione. Il look elegante della serie continuò, ma ci fu un notevole cambiamento nelle trame dei corti successivi della serie. I primi nove cartoni animati avevano un aspetto più fantascientifico, in quanto coinvolgevano l'Uomo d'Acciaio che combatteva contro robot, dinosauri giganti, meteore provenienti dallo spazio e altri pericoli. I successivi otto cartoni animati della serie, che erano tutte produzioni Famous Studios, trattarono più con storie di propaganda sulla seconda guerra mondiale, come in Eleventh Hour, che vede Superman andare in Giappone a commettere atti di sabotaggio al fine di ridurre il morale del nemico; nel frattempo, un arrabbiato Adolf Hitler ebbe un ruolo cameo alla fine di Jungle Drums dopo che Superman ha sventato un complotto nazista.
I primi sette cortometraggi diedero origine alla classica frase di apertura che fu successivamente adottata dal serial radiofonico e nella serie televisiva live-action un decennio più tardi: "Più veloce di un proiettile! Più potente di una locomotiva! In grado di saltare edifici alti in un solo balzo!" Tuttavia, per gli ultimi due corti Fleischer e il primo degli otto corti Famous, la terza frase venne cambiata in "Capace di salire più in alto di qualsiasi aereo!" Per i restanti corti, l'intera apertura venne cambiata di nuovo in "Più veloce di un lampo! Più potente di onde che si infrangono! Più potente di un uragano ruggente!" Questa serie inoltre era caratterizzata da una leggera variazione dell'ormai classica esclamazione (anche dal serial radio): "Su nel cielo, guarda! È un uccello! È un aereo! È Superman!".

### Storia successiva
I Famous Studios conclusero la serie dopo un totale di diciassette cortometraggi, sostituendola con una serie di cortometraggi basati su Little Lulu. Il costo elevato della serie ne impedì la continuazione a fronte di restrizioni di budget che furono imposte dopo aver rimosso i Fleischer dallo studio. Il primo cartone animato ebbe un budget di 50.000 dollari, e gli altri sedici ebbero ognuno un budget di 30.000 dollari, portando il costo totale della serie a 530.000 dollari (equivalenti a circa 8 miliardi attuali). Inoltre, la Paramount citò il calo di interesse nei corti di Superman tra gli espositori dei cinema come un'altra giustificazione per la cancellazione della serie.
I diritti di tutti i diciassette corti alla fine ritornarono alla DC Comics, che concesse in licenza i diritti TV syndication alla Flamingo Films (distributori della serie TV Adventures of Superman). Tutti infine caddero nel pubblico dominio, poiché la DC Comics non riuscì a rinnovare i loro diritti d'autore; così, essi sono stati ampiamente distribuiti su VHS, laserdisc e DVD. Tuttavia la Warner Bros., tramite la proprietà della società madre Time Warner della DC Comics, ora possiede gli elementi cinematografici originali dei cartoni animati.

### Opere correlate
Il corto di Braccio di Ferro She-Sick Sailors (1944) parodiò i cartoni animati di Superman, due anni dopo che la loro produzione era cessata. In questo cartone animato il nemico di Braccio di Ferro, Bluto, si traveste da Superman per ingannare Olivia Oyl, e sfida Braccio di Ferro a prove di super-forza che "solo Superman" può fare. La colonna sonora per She-Sick Sailors include echi di quella di Sammy Timberg per la serie Superman.
L'anno precedente, un corto della serie Merrie Melodies intitolato Super-Coniglio fece una parodia di Superman con protagonista Bugs Bunny.
In una mossa rara per uno studio concorrente, la Leon Schlesinger Productions, produttrice di Looney Tunes e Merrie Melodies (distribuite dalla Warner Bros.), incluse il tema di Superman di Timberg in Snafuperman, un cartone animato del 1944 di Private Snafu che Schlesinger produsse per l'esercito americano.
Il coinvolgimento della Paramount nel franchise di Superman non finì con la vendita dei cartoni animati. Nel 1995, dopo essere stata venduta alla Viacom, l'unità di syndication televisiva della Paramount assorbì la Viacom Enterprises e, di conseguenza, la Paramount ora deteneva i diritti televisivi per i film Superman III e Superman IV, insieme a quelli di Supergirl - La ragazza d'acciaio (che fino a quel momento erano tenuti dalla Viacom). I pieni diritti di Superman III e Supergirl - La ragazza d'acciaio sono ora della Warner Bros., ma la Paramount ha ancora alcuni diritti parziali di Superman IV (come parte della biblioteca della Cannon Films), e la distribuzione televisiva è ora detenuta (per conto della Paramount) dalla Trifecta Entertainment & Media.

## Influenza

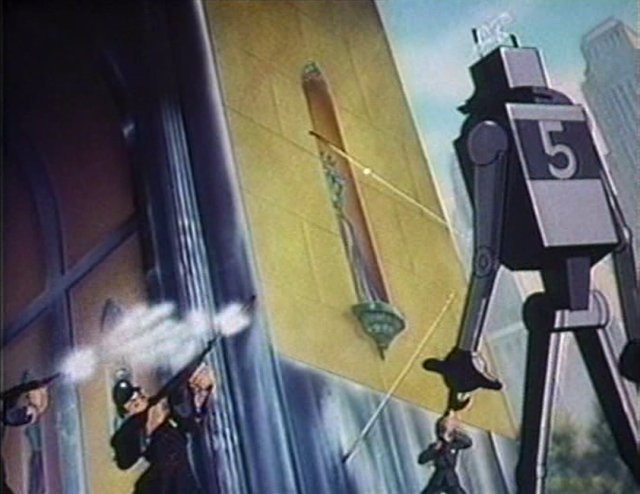
La rapina del robot in The Mechanical Monsters influenzò opere animate successive.

Nel 1985 la DC Comics nominò i Fleischer Studios come uno dei premiati nella pubblicazione per il 50º anniversario della società Fifty Who Made DC Great per il loro lavoro sui cartoni animati di Superman. Il fumettista Frank Miller citò l'influenza di Max e Dave Fleischer, includendoli in una lista di fumettisti di spicco dell'età d'oro di cui ha riconosciuto il lavoro al termine della sua serie a fumetti del 1986 Il ritorno del Cavaliere Oscuro. La serie influenzò fortemente la creazione dell'acclamata serie televisiva animata Batman, così come la correlata Superman. Anche il premiato fumettista Alex Ross elencò i cortometraggi tra le ispirazioni per la sua ripresa sul look di Superman.
La scena della rapina del robot dal corto The Mechanical Monsters venne ripresa da numerose opere successive. Nel 1980 il regista dell'animazione giapponese Hayao Miyazaki creò una rapina identica con un robot dal funzionamento simile nell'ultimo episodio della serie TV Le nuove avventure di Lupin III, un design che usò di nuovo nel suo lungometraggio Laputa - Castello nel cielo. Elementi della scena furono presi in prestito nuovamente nel 1994 per la serie TV animata The Tick, in particolare per l'episodio "The Tick vs Brainchild", questa volta con la rapina commessa da Skippy, un cane cyborg. Il film del 2004 Sky Captain and the World of Tomorrow (distribuito dalla Paramount in diversi territori e anche dalla Warner Bros. in alcuni paesi) mantenne la scena negli anni '40, ma la scalò da un solo robot che rapina una mostra di gioielli a un esercito di giganteschi robot che rubano infrastrutture della città. Il film accennò alla sua fonte in seguito alla rapina con il titolo di giornale "Mostri meccanici scovano generatori".
Un video musicale del 1988 per la canzone "Spy In The House of Love" dei Was (Not Was), gruppo della Chrysalis Records, prese in prestito ampie porzioni del corto Famous Secret Agent.

## Edizioni home video
I cortometraggi della serie sono ampiamente disponibili su VHS e DVD, oltre che su internet.
Le prime edizioni home video "ufficiali" della serie vennero dalla Warner Home Video dal 1987 al 1988, in una serie di cofanetti di VHS e laserdisc chiamata TV's Best Adventures of Superman. Quattro volumi furono distribuiti, ognuno contenente due episodi selezionati della serie TV Adventures of Superman (un episodio in bianco e nero e uno a colori) e un cortometraggio animato selezionato (segnandone la prima uscita "ufficiale", poiché la Warner detiene gli elementi originali dei film). Questa edizione non fu commercializzata in Italia.
Tra il 1991 e il 2006 la serie fu distribuita in VHS e DVD in Nord America da diverse società non associate alla DC Comics o alla Warner Bros., anche in edizioni di alta qualità. Tra queste si segnalano le VHS della Bosko Video, caratterizzate da trasferimenti da copie in 35 mm, successivamente pubblicate in DVD dalla Image Entertainment. L'ultima edizione non ufficiale venne dalla VCI Entertainment, che il 30 maggio 2006 distribuì in DVD tutti i 17 corti restaurati digitalmente, includendo numerosi contenuti speciali.
Le prime edizioni home video italiane furono invece meno fortunate. Tra gli anni ottanta e novanta i corti vennero pubblicati da svariate case di distribuzione, tra cui Techno Film, Avo Film Edizioni e Stardust. Queste edizioni, tutte non ufficiali, presentavano i master di bassa qualità solitamente trasmessi sulle reti locali, con relativi doppiaggi italiani. A partire dagli anni 2000 sono presenti in commercio due DVD, intitolati semplicemente Superman e Superman II, contenenti i 17 corti della serie in ordine sparso. Pur cambiando di volta in volta la casa di distribuzione, i DVD presentano sempre lo stesso contenuto: i corti non sono restaurati e includono l'audio in italiano (con un nuovo doppiaggio effettuato a Milano) e in inglese e i sottotitoli in italiano. Anche il DVD SOS... Terra chiama Superman è di natura analoga ma contiene solo alcuni corti.
Un'edizione DVD ufficiale da elementi restaurati e rimasterizzati venne pubblicata il 28 novembre 2006 nell'ambito delle riedizioni Warner Home Video dei film di Superman. I primi nove corti furono inseriti come extra nell'edizione speciale a quattro dischi di Superman, e gli otto corti restanti furono inclusi nell'edizione speciale a due dischi di Superman II. L'intera raccolta dei corti Fleischer/Famous fu inclusa nei cofanetti Christopher Reeve Superman Collection e Superman Ultimate Collector's Edition, dove entrambi i cofanetti comprendevano anche un documentario di 13 minuti sulla storia di questi cartoni animati, intitolato First Flight: The Fleischer Superman Series. Il documentario (che era stato incluso nell'edizione speciale a due dischi di Superman II) presenta interviste con i membri sopravvissuti, parenti e biografi del team di animazione e produzione, insieme ad animatori contemporanei come Bruce Timm (Batman), Paul Dini e Dan Riba (Superman) che descrivono l'influenza che questi corti ebbero sulle loro opere. Su questa edizione, però, ci furono polemiche da parte di alcuni consumatori sul perché la Warner avesse scelto di distribuire questi corti animati tra le edizioni DVD dei film di Superman invece che in una loro pubblicazione DVD singola. Inoltre, i cortometraggi sono visibili esclusivamente in lingua originale con sottotitoli.
Il 1º luglio 2008 la Warner Bros. pubblicò i corti su iTunes, tramite le loro sezioni DC Comics.
Il 7 aprile 2009 la Warner Home Video distribuì in Nord America la prima raccolta autorizzata dei corti Fleischer dai master originali, dal titolo Max Fleischer's Superman: 1941-1942; il set includeva anche una nuova featurette intitolata The Man, The Myth, Superman.
I cortometraggi appaiono anche nel cofanetto Blu-ray Disc Superman Motion Picture Anthology 1978-2006, anche se in definizione standard. Anche in questo caso non venne inserito l'audio italiano. L'unico corto a essere stato distribuito ufficialmente con un doppiaggio italiano è Superman, che appare in versione appositamente ridoppiata nei DVD Warner Bros. Home Entertainment: Collezione Oscar d'animazione (disco 2) e Il meglio di Superman. Tuttavia, in mancanza di una traccia audio senza dialoghi, il ridoppiaggio venne effettuato sostituendo interamente la colonna sonora con una sua versione sintetizzata.

## Filmografia
Di seguito, l'elenco completo dei corti della serie. Essendo tutti di pubblico dominio, vengono forniti dei link di streaming e download. I corti Fleischer sono stati pubblicati dalla Warner Bros. su YouTube il 19 febbraio 2012 (tranne I mostri meccanici, pubblicato il 6 febbraio 2013) in versione restaurata. I corti Famous sono invece disponibili per streaming e download nell'Internet Archive in versione non restaurata. Tutti i corti sono disponibili solo in inglese.

### Fleischer Studios
| Titolo                  | Data di uscita    | Streaming                            |
| ----------------------- | ----------------- | ------------------------------------ |
| Superman                | 26 settembre 1941 | Superman, su YouTube.                |
| The Mechanical Monsters | 28 novembre 1941  | The Mechanical Monsters, su YouTube. |
| Billion Dollar Limited  | 9 gennaio 1942    | Billion Dollar Limited, su YouTube.  |
| The Arctic Giant        | 27 febbraio 1942  | The Arctic Giant, su YouTube.        |
| The Bulleteers          | 27 marzo 1942     | The Bulleteers, su YouTube.          |
| The Magnetic Telescope  | 24 aprile 1942    | The Magnetic Telescope, su YouTube.  |
| Electric Earthquake     | 15 giugno 1942    | Electric Earthquake, su YouTube.     |
| Volcano                 | 17 luglio 1942    | Volcano, su YouTube.                 |
| Terror on the Midway    | 26 agosto 1942    | Terror on the Midway, su YouTube.    |

### Famous Studios
| Titolo                | Data di uscita    | Streaming e download                                              |
| --------------------- | ----------------- | ----------------------------------------------------------------- |
| Japoteurs             | 18 settembre 1942 | Japoteurs, in Moving Image Archive, Internet Archive.             |
| Showdown              | 16 ottobre 1942   | Showdown, in Moving Image Archive, Internet Archive.              |
| Eleventh Hour         | 20 novembre 1942  | Eleventh Hour, in Moving Image Archive, Internet Archive.         |
| Destruction, Inc.     | 25 dicembre 1942  | Destruction, Inc., in Moving Image Archive, Internet Archive.     |
| The Mummy Strikes     | 19 febbraio 1943  | The Mummy Strikes, in Moving Image Archive, Internet Archive.     |
| Jungle Drums          | 26 marzo 1943     | Jungle Drums, in Moving Image Archive, Internet Archive.          |
| The Underground World | 18 giugno 1943    | The Underground World, in Moving Image Archive, Internet Archive. |
| Secret Agent          | 30 luglio 1943    | Secret Agent, in Moving Image Archive, Internet Archive.          |